# Osanai Takaya
Osanai Takaya (小山内 貴哉 Osanai Takaya, sinh ngày 15 tháng 6 năm 1993) là một cầu thủ bóng đá người Nhật Bản thi đấu cho Fukushima United FC.

## Thống kê câu lạc bộ
Cập nhật đến ngày 23 tháng 2 năm 2017.
| Thành tích câu lạc bộ | Thành tích câu lạc bộ | Thành tích câu lạc bộ | Giải vô địch | Giải vô địch | Cúp                   | Cúp                   | Cúp Liên đoàn | Cúp Liên đoàn | Tổng cộng | Tổng cộng |
| Mùa giải              | Câu lạc bộ            | Giải vô địch          | Số trận      | Bàn thắng    | Số trận               | Bàn thắng             | Số trận       | Bàn thắng     | Số trận   | Bàn thắng |
| Nhật Bản              | Nhật Bản              | Nhật Bản              | Giải vô địch | Giải vô địch | Cúp Hoàng đế Nhật Bản | Cúp Hoàng đế Nhật Bản | J. League Cup | J. League Cup | Tổng cộng | Tổng cộng |
| --------------------- | --------------------- | --------------------- | ------------ | ------------ | --------------------- | --------------------- | ------------- | ------------- | --------- | --------- |
| 2011                  | Consadole Sapporo     | J2 League             | 0            | 0            | 1                     | 0                     | –             | –             | 1         | 0         |
| 2012                  | Consadole Sapporo     | J1 League             | 0            | 0            | 0                     | 0                     | 1             | 0             | 1         | 0         |
| 2013                  | Consadole Sapporo     | J2 League             | 5            | 0            | 1                     | 0                     | –             | –             | 6         | 0         |
| 2014                  | Consadole Sapporo     | J2 League             | 11           | 1            | 0                     | 0                     | –             | –             | 11        | 1         |
| 2015                  | Nagano Parceiro       | J3 League             | 8            | 1            | 1                     | 0                     | –             | –             | 9         | 1         |
| 2015                  | Fukushima United FC   | J3 League             | 0            | 0            | 0                     | 0                     | –             | –             | 0         | 0         |
| Tổng                  | Tổng                  | Tổng                  | 24           | 2            | 3                     | 0                     | 1             | 0             | 28        | 2         |